# نوري (صاروخ)
نوري هو صاروخ حامل من ثلاث مراحل كوري من تطوير المعهد الكوري لأبحاث الفضاء.